# AS Rivière du Rempart
AS Rivière du Rempart is een Mauritiaanse voetbalclub uit de stad Mapou. Ze spelen in de hoogste voetbaldivisie van Mauritius, namelijk de Mauritian League. De club won nog nooit een landskampioenschap of beker.